# Alectryon macrophyllus
Alectryon macrophyllus là một loài thực vật có hoa trong họ Bồ hòn. Loài này được Kaneh. & Hatus. mô tả khoa học đầu tiên năm 1938.